# Instituto de Polícia Científica
O Instituto de Polícia Científica (IPC), orgão da Polícia Civil do Estado da Paraíba. Tem como função coordenar as atividades desenvolvidas pelas perícias criminais do estado através dos seus respectivos órgãos.  
A Polícia Científica da Paraíba é subordinada diretamente à Secretaria da Segurança Pública e Defesa Social e trabalha em estreita cooperação com as demais polícias estaduais. 
A Polícia Científica administra três órgãos: 
- Instituto de Criminalística (IC)
- Instituto de Identificação (II)
- Instituto Médico-Legal (IML)